# فرانچسکو کوئینتاوالا
فرانچسکو کوئینتاوالا (انگلیسی: Francesco Quintavalla؛ زادهٔ ۲۶ ژوئن ۱۹۸۲) بازیکن فوتبال اهل ایتالیا است.
از باشگاه‌هایی که در آن بازی کرده‌است می‌توان به باشگاه فوتبال کارپی، باشگاه فوتبال ویرتوس انتلا، باشگاه فوتبال کیه‌وو ورونا، باشگاه فوتبال بولونیا، باشگاه فوتبال آ. ث. لومتزانه، و باشگاه فوتبال اسپال اشاره کرد.